# Jalea real
Jalea real és una pel·lícula espanyola de comèdia paròdica iconoclasta escrita i dirigida per Carles Mira i Franco estrenada el novembre de 1981.

## Sinopsi
Ambientada en un "imperi on mai es posa el sol" (una paròdia de l'Imperi espanyol del segle XVII), el rei no pot oferir al seu regne ni a la seva cort un hereu. Per tal de poder aconseguir-ho decideixen casar-lo i el convencen que copular és un deure d'un rei. Com que el rei sembla que no pot complir amb el seu deure, la cort sencera intenta fer el possible perquè el rei deixi embarassada la reina.

## Repartiment
- Mario Pardo - El rei
- Mapi Sagaseta - La reina
- Berta Riaza - la duquesa
- Luis Ciges - Condestable
- Guillermo Montesinos - Salomón
- Joan Monleón - Muley

## Recepció
Fou exhibida com a part de la secció oficial a la II edició de la Mostra de València de 1981.